# 玛丽·弗雷泽·泰勒
玛丽·弗雷泽·泰勒（Mary Seton Fraser Tytler），婚后名为玛丽·沃茨（Mary Seton Watts）（1849年11月25日—1938年9月6日）是一位象征主义设计师和社会改革者。

## 生平
1849年11月25日，玛丽·弗雷泽·泰勒出生在印度， 父亲是东印度公司职员。 她年轻时大部分时间在苏格兰度过，由祖父母抚养长大，1860年代定居英格兰。1870年，她前往德累斯顿学习艺术，同年晚些时候进入南肯辛顿艺术学院。 1872年至1873年，泰勒在斯莱德美术学院学习雕塑。 她最初以肖像画家闻名，与茱莉亚·玛格丽特·卡梅隆和怀特岛弗雷什沃特社区有联系。在那里，她遇到了画家乔治·弗雷德里克·沃茨，当时她36岁，他69岁。1886年11月20日，在萨里郡埃普索姆成为他的第二任妻子 。
1938年9月6日，玛丽·沃茨在康普顿的家中去世， 遗体埋葬在沃茨墓地礼拜堂。